# Campo Grande (Lissabon)
Campo Grande is een bairro (wijk) en voormalige freguesia (plaats) in de Portugese gemeente Lissabon. De wijk maakt deel uit van de freguesia Alvalade en telt 10.514 inwoners (2011).